# Eastgate (Washington)
Eastgate je nedávno anektovaná čtvrť města Bellevue v okrese King v americkém státě Washington. Ještě v době své samostatnosti, roku 2010, měla 4 958 obyvatel. K připojení k Bellevue došlo v červnu 2012.

## Geografie
Eastgate je rezidenční čtvrtí velkoměsta Bellevue. Severně od jeho hranic prochází mezistátní dálnice Interstate 90, zatímco kousek na západ od bývalé obce se nachází mezistátní dálnice Interstate 405. Na východě čtvrť sousedí s městem Issaquah. Většina čtvrtě se nachází na severozápadním svahu Pumí hory, jenž patří pod Issaquahské Alpy. Na západě Eastgate sousedí s další čtvrtí Factoria, na jihu se čtvrtí Somerset. Rozloha čtvrti činí 3,3 km².

## Charakteristika
Eastgate je téměř kompletně rezidenční čtvrtí Bellevue a nachází se na hranicích školních okrsků Bellevue a Issaquah. Místní studenti dojíždějí na střední školu Newport High School, jenž se nachází v Bellevue. Do čtvrtě zajíždějí pouze dvě autobusové linky společnosti King County Metro, a to 210 a 222.
Ze 4 958 obyvatel, kteří zde žili roku 2010, tvořili 66 % běloši, 24 % Asiaté a 2 % Afroameričané. 5 % obyvatelstva bylo hispánského původu.

## Anexe
Obyvatelé Eastgate se o anexi daleko větším městem Bellevue snažili v minulosti už několikrát. Jedno z referend o anexi bylo většinově schváleno už v roce 1990, jenže voliči nesouhlasili s tím, že by museli přijmout část městského dluhu. Eastgate tedy dále zůstávalo samotné. V roce 2002 státní nejvyšší soud zamítl metody, které města po dlouhou doba používala k vlastní expanzi. Zároveň se anexe Eastgate do Bellevue vzdálila finančními problémy, a tak se muselo čekat několik dalších let. Podle všeobecného plánu města Bellevue z roku 2004 je snahou města spěšně anektovat všechno území, které se nachází v jeho anexním rádiu. Diskusi Eastgate s Bellevue navíc pomáhal sám okres King. Anexi si pak přál i sám starosta Bellevue, který pobízel k práci vedoucí k tomuto cíli a požádal své pracovníky o vypočítání, kolik bude anexe město stát. V červnu 2012 se nakonec novými částmi Bellevue staly čtvrtě Eastgate, Tamara Hills a Horizon View. Bellevue bylo bohatší o 5400 obyvatel, 1850 domácností a 700 akrů.